# COMICマオ
『COMICマオ』（コミックマオ）は、晋遊舎から発行されていた成人向け漫画雑誌。毎月16日発売。判型はB5判・平綴じ（無線綴じ）。2001年5月15日発売のvol.23（2001年6月号）をもって休刊した。

## 概要
『COMICポプリクラブ』の増刊として1999年7月16日に創刊された。『COMICポプリクラブ』1999年6月号に新雑誌の発刊及びタイトル公募が掲載され、雑誌タイトルは応募総数126点から採用者の案を参考に『マオ』と付けられた。「マオ」は中国語の猫に由来する。キャッチコピーは「ザッツ アダルト エンターテインメント!!」（Vol.9まで）。
創刊時点でページ数は342頁を擁しており（表紙等を除く）、当時の『COMICポプリクラブ』（平均236頁）と比べて4割増に相当する。そのため『COMICポプリクラブ』で採用されている中綴じではなく、平綴じ（無線綴じ）が採用されている。

## 表紙
タイトルロゴは、創刊号（1999年8月号）からVol.9（2000年4月号）まで『COMICマオ』と表記した。誌面リニューアルに伴い、vol.10（2000年5月号）以降は『コミックマオ』に変更され、月号表示も追加された（「vol.○」は小文字表記に変更）。
表紙イラストは、内野文吾（Vol.1 - Vol.9）、祇音（vol.10 - vol.15）、あきよしよしあき（vol.16  - vol.20）、百済内創（vol.21）、酒井ヒロヤス（vol.22）、影虎（vol.23）が担当した。

## 号数表記
創刊号（1999年8月号）からVol.9（2000年4月号）まで、表紙・背表紙ともに「1999 Vol.○」「2000 Vol.○」と表記して月号表示がされていない。また「COMICポプリクラブ○月号増刊」の表記が表紙最上部及び裏表紙奥付に小さく記載されているのみで、増刊号である事が分かり辛かった。
2000年5月号（vol.10）以降は表紙デザインが変更され、タイトルロゴの右側上部に西暦年、その下に月数が配置された。また、裏表紙奥付の「COMICポプリクラブ○月号増刊」もフォントサイズを拡大して、目立つように変更されている。

## 掲載作家
- ANI
- ASTROGUYII
- BLUE BLOOD
- COSiNE
- Dr.DDT
- G=ヒロコウ
- IZAYOI
- RYU-TMR
- ZERRY藤尾
- あうら聖児
- あきよしよしあき
- あじず・あべば
- あっちー
- ありのひろし
- ちば・ぢろう
- いとうえい
- いるかまみり
- うげっぱ
- えんとっくん
- おかのはじめ

- きみおたまこ
- きりがくれたかや
- さがのあおい
- すみ兵
- たかとまたかま
- たりる。
- つじもりくにを
- てくてく
- とぎしろよしたか
- どざむら
- にゅーAB
- ふーた
- ほりもとあきら
- みやまうしお
- みんとぐりん
- やがみだい
- らっこ
- カナタ
- キョン太郎
- フジヤマタカシ
- ミヤザキマヤ

- 相沢直子
- 昭嶋しゅん
- 東鉄神
- 上杉陽子
- 内野文吾
- 梅乃木裕二
- 大倉麻央
- 大越秀武
- 海原港
- 影虎
- 神嶋竜矢
- 華麗王女
- 河原崎はるろー
- 黒荒馬双海
- 桐沢みんと
- 銀仮面
- 百済内創
- 暮崎冬人
- 源斗

- 酒井ヒロヤス
- 桜井綾
- 桜りゅうけん
- 四島由紀夫
- 柴野唯史
- 島本かおる
- 寿理
- 城爪草
- 戦闘的越中
- 緋龍高弘
- 人参・三
- 高橋こばと
- 拓人
- 玉城カズイシ
- 峠比呂
- 百目鬼薔薇郎
- 巴天舞
- 南都あらま
- 西木史郎（代理原稿掲載）
- 猫井ミィ
- 猫背犬ヒゲ

- 土師キューブ
- 八月薫
- 春輝
- 本町圭祐
- 巻田佳春
- 祭丘ヒデユキ
- 美知夫
- 水尾ろむ
- 宮越和草
- 睦月のぞみ
- 森永みるく
- 森ヒロミ
- 優実かづあき
- 横井レゴ
- 瑠夏ひかる
- 六条麦
- 渡辺純子